# Pandemia de COVID-19 en Ohio
Los primeros casos de la pandemia de enfermedad por coronavirus en Ohio, estado de los Estados Unidos, inició el 7 de enero de 2020. Hay 25 349 casos confirmados y 1581 fallecidos.

## Cronología

### Marzo
El 9 de marzo, el gobernador Mike DeWine denunció los primeros 3 casos de COVID-19 de Ohio en el condado de Cuyahoga, una pareja que había regresado de un crucero por el río Nilo y un hombre que había regresado de una conferencia anual en Washington D. C., donde se habían reportado otros casos de COVID-19. Dos días después, DeWine confirmó un cuarto caso, y la primera instancia de propagación comunitaria, en el condado de Stark. Pruebas posteriores mostraron que el primer caso fue el 15 de febrero.
Para el 13 de marzo, había un total de 13 casos, con 159 otros bajo observación. En una semana se anunció la primera muerte. Mark Waggoner, Sr, un destacado abogado de Toledo y amigo de DeWine, murió el 19 de marzo. Pruebas posteriores mostraron que la primera muerte por coronavirus había sido el 17 de marzo.
Para el 23 de marzo había 442 casos acumulados de COVID-19, 6 de los cuales resultaron en muerte.

### Abril
Para el 5 de abril había 4043 casos, 1104 hospitalizaciones, incluidas 346 admisiones en la UCI y 119 muertes. A partir del 9 de abril, el 20 % de los casos involucraron a trabajadores de la salud. Para el 13 de abril, había 6975 casos, 2033 hospitalizaciones, incluyendo 613 ingresos en UCI y 274 muertes. El 14 de abril, Ohio tuvo 50 muertes adicionales para un total de 324.
Para el 17 de abril, el estado tenía 9107 casos confirmados y probables, incluyendo 418 muertes confirmadas y probables. El 25, el número de casos llegó a 15 587 y el número de muertes llegó a 711. Para el 28 de abril, Ohio tenía 16 769 casos, 3340 hospitalizaciones, incluidas 1004 admisiones en la UCI y 799 muertes. El 28 de abril, el condado de Vinton notificó sus primeros casos al gobierno de Ohio, por lo que la COVID-19 ya se encontraba en los 88 condados del estado.

### Mayo
Al 4 de mayo, se reportaron 20 474 casos, incluidas 1056 muertes.
El 12 de mayo, Ohio había alcanzado un total de 25 250 casos, incluyendo 1232 ingresos en UCI y 1436 muertes. El 12 de mayo, el departamento de salud del estado señaló que las pruebas de anticuerpos mostraron la presencia de la enfermedad tan pronto como el 7 de enero, con resultados positivos en varios condados en enero.

## Respuesta gubernamental
El gobernador DeWine fue uno de los primeros gobernadores estatales en "hacer sonar la alarma" sobre la amenaza de la COVID-19, tomando medidas antes de que Ohio tuviera muchos casos confirmados. Axios lo llamó «uno de los principales gobernadores del país haciendo sonar la alarma sobre la amenaza del coronavirus». The Washington Post calificó su respuesta como «una guía nacional a la crisis» y «recomendaciones de libros de texto». señalando numerosas ocasiones cuando las acciones tomados por autoridades de Ohio pronto fueron seguidos por otros estados. The Hill dijo que «había sido uno de los gobernadores más agresivos en responder a la pandemia».
El 3 de marzo, cuando el estado no tenía aún ningún caso confirmado, DeWine tomó la decisión de cancelar el Arnold Classic, una medida que según The Washington Post parecía radical en ese momento. El impacto económico estimado para el estado fue de $ 53 millones.
El 5 de marzo, cuando el estado aún no tenía casos confirmados, DeWine y otras autoridades celebraron una cumbre sobre la preparación de lucha contra la COVID-19 para los funcionarios de salud pública en el estado.